# پرودوآ ویوا
پرودوآ ویوا (Perodua Viva) خودرویی است که از سال ۲۰۰۷–کنون تولید شده‌است.
این خودرو در کلاس خودرو شهری قرار گرفته، طراحی آن خودروهای موتور جلو-محور جلو بوده طول آن در حالت طبیعی ۳٬۵۷۵ میلیمتر (۱۴۰٫۷ اینچ)، عرض آن در حالت طبیعی ۱٬۴۷۵ میلیمتر (۵۸٫۱ اینچ)، ارتفاع آن در حالت طبیعی ۱٬۵۳۰ میلیمتر (۶۰٫۲ اینچ) و وزن آن در حالت طبیعی ۷۵۵ کیلوگرم (۱٬۶۶۴ پوند) است.